# کینپولیس
کینپولیس (انگلیسی: Kinepolis) شرکت فیلم‌سازی بلژیکی است، که در سال ۱۹۹۷ تأسیس شد.